# Angyali üdvözlet templom (Magyarcserged)
A magyarcsergedi Angyali üdvözlet templom műemlék Romániában, Fehér megyében. A romániai műemlékek jegyzékében az AB-II-m-B-00199 sorszámon szerepel.